# Гомельжелдортранс
Транспортно-экспедиционное республиканское дочернее унитарное предприятие «Гомельжелдортранс» — ТЭРДУП «Гомельжелдортранс» — современное логистическое предприятие и экспедиторская организация Белорусской железной дороги, дочернее предприятие РУП «Гомельское отделение Белорусской железной дороги».

## История
В 2003 году согласно приказу начальника Белорусской железной дороги на базе Гомельской механизированной дистанции погрузочно-разгрузочных работ, Гомельского и Светлогорского филиалов республиканского унитарного предприятия «Белпромжелдортранс» было создано Транспортно-экспедиционное республиканское дочернее унитарное предприятие «Гомельжелдортранс» (ТЭРДУП «Гомельжелдортранс»).

### Механизированная дистанция погрузочно-разгрузочных работ
Восстановление народного хозяйства после гражданской войны и иностранной интервенции вызвало бурный рост грузовых перевозок. К 1930 годам объем грузоперевозок вырос более чем в 4 раза по сравнению с 1921—1922 гг., погрузка более чем в три раза, быстро росла доля грузов, отправляемых за пределы дороги и на экспорт. Возникла необходимость в создании специализированных предприятий, выполняющих погрузочно-разгрузочные работы на местах общего пользования железнодорожных станций.
- 1929 год — создаются самостоятельные хозрасчетные подразделения — конторы для организации погрузочно-разгрузочных работ.[1] Погрузконторы просуществовали до 1965 года. Они не имели хорошей технической базы и выполняли работы в основном вручную с применением малой механизации.
- 1965 год — на основании приказа начальника Белорусской железной дороги на отделениях дороги были организованы механизированные дистанции погрузочно-разгрузочных работ.
- 1970 год — на Гомельской механизированной дистанции погрузочно-разгрузочных работ были построены 8 повышенных путей, механизированные грузовые дворы, контейнерные площадки.
- 1972 год — механизированная дистанция погрузочно-разгрузочных работ была реорганизована в Гомельскую дистанцию контейнерных, пакетных перевозок и погрузочно-разгрузочных работ.
- 1973 год — приказом начальника Белорусской железной дороги дистанция контейнерных, пакетных перевозок и погрузочно-разгрузочных работ вновь реорганизована в Гомельскую механизированную дистанцию погрузочно-разгрузочных работ.
- 1993 год — механизированная дистанция погрузочно-разгрузочных работ вошла в состав Гомельского отделения Белорусской железной дороги на правах структурного подразделения.

### Предприятия промышленного железнодорожного транспорта
В соответствии с распоряжением МПС от 4 декабря 1953 года была произведена реорганизация грузовой службы дороги с организацией двух служб — коммерческой и службы грузовой работы и планирования перевозок. Грузовые секторы в отделах эксплуатации отделений дорог были упразднены. Практика работы в этом направлении за 1954 год показала бурный рост объема переработки мелких отправок. Поэтому приказом по дороге от 10 мая 1954 года был утвержден план формирования мелких отправок по каждому отделению дороги.
В феврале 1955 года в целях организации централизованного завоза и вывоза грузов, перевозимых мелкими отправками и контейнерами, были организованы транспортно-экспедиционные конторы (ТЭК) на важнейших станциях погрузки и выгрузки. Все они были в составе дорожной конторы ДорТЭК. в дальнейшем, при развитии контейнерных перевозок ТЭК на узлах преобразуются в более мощные организации — УТЭК — узловые конторы транспортно-экспедиционных операций и перевозок.
В 1958 году параллельно с укрупнением железнодорожных магистралей, концентрацией грузовой работы на подъездных путях проводились мероприятия по ликвидации или слиянии мелких хозяйственных единиц: цехов и участков отдельных предприятий транспорта.
В 1971—1975 гг. большое внимание уделялось также автоматизации и механизации погрузочно-разгрузочных работ. На ряде опорных станций были построены разгрузочные повышенные пути, установлены мощные электрокозловые краны, другие машины и механизмы, позволяющие механизировать ручной труд на погрузочно-разгрузочных работах.
1981—1985 гг. на большинстве крупных узлов и станций Белорусской железной дороги были реконструированы действовавшие и построены новые грузовые дворы. Особое внимание было уделено развитию контейнерных и пакетных перевозок грузов.
В 80-е года ⅩⅩ века Белорусская ССР являлась единственной республикой Советского Союза, которая устойчиво выполняла нормативы времени обработки вагонов на промышленном транспорте. Важное место в процессе внутриреспубликанских перевозок принадлежало Белорусскому территориальному объединению промышленного железнодорожного транспорта (Промжелдортранс).
В 1978 году в соответствии с постановлением Совета Министров СССР и постановлением Совета Министров БССР в Минске, Бобруйске и Светлогорске были созданы межотраслевые предприятия промышленного железнодорожного транспорта (ППЖТ). По состоянию на 1 декабря 1980 года в республике функционировали три межотраслевых предприятия Промжелдортранс, которые осуществляли транспортное обслуживание 50 промышленных предприятий. В начале января 1984 года ППЖТ обслуживали 65 предприятий и организаций различных отраслей народного хозяйства республики. Из них 11 производили погрузочно-разгрузочные работы.
В соответствии с поручением Совета Министров БССР от 15 февраля 1984 года Госплан БССР рассмотрел предложение по созданию и расширению существующих предприятий железнодорожного транспорта. В результате за период с 1985-го по 1 декабря 1989 года были созданы новые ППЖТ в Гомеле, Орше и Слуцке, образованы новые участки ППЖТ на станциях Руденск, Сморгонь, Шабаны, Козенки, Центролит.

#### Светлогорское предприятие промышленного железнодорожного транспорта
- 1978 год — в Светлогорске было создано межотраслевые предприятия промышленного железнодорожного транспорта в соответствии с постановлением Совета Министров СССР «О совершенствовании управления межотраслевым промышленным железнодорожным транспортом и повышении эффективности его работы»[3] и постановлением Совета Министров БССР[4].
- 1995 год — Светлогорское предприятие промышленного железнодорожного транспорта было переименовано в государственное предприятие «Светлогорскпромжелдортранс».
- 2001 год — государственное предприятие «Светлогорскпромжелдортранс» переименовано в дочернее унитарное предприятие «Светлогорскпромжелдортранс».
- 2002 год — дочернее унитарное предприятие «Светлогорскпромжелдортранс» было переименовано в Светлогорский филиал РУП «Белпромжелдортранс».

#### Гомельское предприятие промышленного железнодорожного транспорта
- 1985—1989 гг. — создано ППЖТ в Гомеле в соответствии с поручением Совета Министров БССР от 1984 года.
- 1994 год — Гомельское межотраслевое предприятие промышленного железнодорожного транспорта «Промжелдортранс» было переименовано в Гомельское государственное предприятие промышленного железнодорожного транспорта «Гомельпромжелдортранс».
- 2001 год — Гомельское государственное предприятие промышленного железнодорожного транспорта «Гомельпромжелдортранс» было переименовано в Республиканское транспортное унитарное дочернее предприятие «Гомельпромжелдортранс» (РТУДП     «Гомельпромжелдортранс»).
- 2002 год — РТУДП «Гомельпромжелдортранс» переименовано в Гомельский филиал РУП «Белпромжелдортранс».

### Транспортно-экспедиционное республиканское дочернее унитарное предприятие «Гомельжелдортранс»
Таким образом в 2003 году на базе Гомельской механизированной дистанции погрузочно-разгрузочных работ, Гомельского и Светлогорского филиалов республиканского унитарного предприятия «Белпромжелдортранс» было создано Транспортно-экспедиционное республиканское дочернее унитарное предприятие «Гомельжелдортранс» (ТЭРДУП «Гомельжелдортранс») с Калинковичским и Светлогорским филиалами.
Головное предприятие ТЭРДУП «Гомельжелдортранс» включало: участок погрузочно-разгрузочных работ Центролит, погрузочно-разгрузочный пункт ТЭЦ-2, производственный участок Речица, погрузочно-разгрузочные пункты Хойники, Буда-Кошелёво, участок промышленного железнодорожного транспорта Прудок, погрузочно-разгрузочный пункт Уза.
Калинковичский филиал включал в себя производственный участок Калинковичи, участок промышленного железнодорожного транспорта Матрунки, погрузочно-разгрузочные пункты Ельск, Житковичи.
Светлогорский филиал включал участок промышленного железнодорожного транспорта Светлогорск, производственный участок Жлобин, погрузочно-разгрузочный пункт Рогачёв.

## Деятельность
ТЭРДУП «Гомельжелдортранс» осуществляет комплекс услуг по экспедированию перевозок грузов в вагонах и контейнерах по территории Республике Беларусь, стран СНГ, государств Балтийского региона в совокупности с терминальными и складскими услугами.
В состав предприятия входят: производственный участок Центролит, включающий погрузочно-разгрузочные пункты Буда-Кошелёво, Речица, подъездные пути ТЭЦ-2; производственный участок Калинковичи, включающий погрузочно-разгрузочные пункты Житковичи, Хойники, Ельск, грузовой район Матрунки; производственный участок Светлогорск, включающий погрузочно-разгрузочные пункты Рогачёв, Жлобин. Терминальная инфраструктура насчитывает 10 повышенных путей, 5 складов и 13 грузовых площадок. Также на предприятии 72 единицы спецтехники (подъемной и универсальной) и 11 единиц автомобильной техники.
- Погрузка, выгрузка грузов.
- Комплексное транспортно-экспедиционное обслуживания.
- Оформление перевозочных документов.
- Хранение грузов в складах и на открытых площадках.
- Автомобильные перевозки грузов.
- Собственный подвижной состав.
- Предоставление весоповерочных вагонов, обслуживание и ремонт вагонных весов.
- Предоставление специализированной техники.
- Изготовление съёмных грузозахватных приспособлений.

## Награды
В 2012 г. и 2013 г. коллектив предприятия «Гомельжелдортранс» стал лауреатом дорожной премии за устойчивую безаварийную работу при высокой дисциплине труда.
В 2019 году Транспортно-экспедиционное республиканское унитарное дочернее предприятие «Гомельжелдортранс» признано победителем соревнования и занесено на Республиканскую доску почета за достижения в 2018 году высоких результатов в сфере социально-экономического развития среди организаций сферы услуг, в том числе: организаций, осуществляющих транспортную деятельность.